# Грабувка (Нижньосілезьке воєводство)
Грабувка (пол. Grabówka) — село в Польщі, у гміні Мілич Мілицького повіту Нижньосілезького воєводства.
Населення — 97 осіб (2011).
У 1975-1998 роках село належало до Вроцлавського воєводства.

## Демографія
Демографічна структура станом на 31 березня 2011 року:
|          | Загалом | Допрацездатний вік | Працездатний вік | Постпрацездатний вік |
| -------- | ------- | ------------------ | ---------------- | -------------------- |
| Чоловіки | 53      | 11                 | 39               | 3                    |
| Жінки    | 44      | 6                  | 28               | 10                   |
| Разом    | 97      | 17                 | 67               | 13                   |